# Kelly Osbourne
Pour les articles homonymes, voir Osbourne.
 (décembre 2022).
Si vous disposez d'ouvrages ou d'articles de référence ou si vous connaissez des sites web de qualité traitant du thème abordé ici, merci de compléter l'article en donnant les références utiles à sa vérifiabilité et en les liant à la section « Notes et références ».
Kelly Michelle Lee Osbourne, née le 27 octobre 1984  à Londres, est une chanteuse, actrice, animatrice de télévision et aussi créatrice de mode britannique.

## Biographie
Kelly Osbourne, de son nom complet Kelly Michelle Lee Osbourne, est née le 27 octobre 1984 à Londres.
Ses parents sont le chanteur de metal Ozzy Osbourne et la manager de celui-ci, la femme d'affaires et présentatrice de télévision Sharon Osbourne.
De 2002 à 2005, Kelly Osbourne apparaît dans la série de télé-réalité The Osbournes, en compagnie de sa famille. Sa participation à ce programme lui vaut deux Teen Choice Award, en 2002 et 2003. Elle prend ensuite part à l’émission Dancing With the Stars, où elle se classe troisième avec son partenaire Louis van Amstel.
Toujours en 2002, elle sort un premier album, Shut Up!, qui connaît un succès commercial en Europe. Il est suivi par Sleeping In The Nothing ; sur la couverture la silhouette de Kelly Osbourne apparaît  nettement amincie, alors qu’elle avait auparavant déclaré qu’elle assumait parfaitement ses rondeurs.
Cinq années plus tard, elle remporte le Prix de l’Actrice de Théâtre de l’Année lors des Glamour Awards en Grande-Bretagne. Elle reçoit également une nomination au Rising Star Award à l’occasion des Sony Radio Academy Awards.
Outre ses activités dans la musique, Kelly Osbourne joue dans la série La Vie comme elle est, créée par Melvin Burgess. Elle y tient le rôle de Deborah Beatrice Tynan en 2004 et 2005. En 2006, elle prête sa voix dans le long-métrage d’animation Live Freaky Die Freaky.
Elle fait ensuite ses débuts sur la scène du Cambridge Theatre en interprétant le drame musical Chicago pendant sept semaines.
En 2008, elle donne la réplique à Sadie Frost, Jodie Harsh, Sophie Ellis-Bextor et Zandra Rhodes dans The Town That Boars Meun, un court-métrage écrit et réalisé par Ben Charles Edwards. L’année suivante, on la retrouve dans un épisode d’Hôtel Babylon, une série lancée par Tony Basgallop sur la BBC.
Par ailleurs, Kelly Osbourne présente diverses émissions, dont l’édition 2006 de la série I'm a Celebrity... Get Me out of Here! Now ou Kelly Osbourne: Turning Japanese. Elle co-présente également, avec son frère Jack Osbourne, The National Television Awards sur la chaîne ITV2. Début 2007, elle se voit confier la présentation de Project Catwalk sur Sky1, et de The Sunday Night Show sur la station BBC Radio 1.
Kelly Osbourne s'affirme aussi dans le monde de la mode et lance sa première ligne de vêtements, Stiletto Killers, en 2004.
Elle publie, chez Virgin Books, son livre autobiographique Fierce en 2009.
Kelly Osbourne a suivi plusieurs cures de désintoxication, notamment en avril 2004, juin 2005 et janvier 2009, en raison d’une forte dépendance aux anti-douleurs.
. En 2011, elle commente le tapis rouge des Golden Globes et Madonna la choisit pour remplacer Taylor Momsen, l'égérie de sa ligne de vêtement Material Girl. Elle déclare à cette occasion, être une « grande fan » de Madonna. 
Depuis 2010, elle participe à l'émission Fashion Police sur la chaîne E! Entertainment avec Joan Rivers, Giuliana Rancic et George Kotsiopoulos, une émission qui critique la façon dont les stars s'habillent.
En 2019, elle participe à la seconde saison de l'émission The Masked Singer, aux États-Unis, déguisée en coccinelle et est éliminée lors de la septième émission.
En janvier 2022, sa relation avec le membre du groupe Slipknot DJ Sid Wilson est officialisée. En mai de la même année, elle annonce sa première grossesse en partageant son échographie sur Instagram.

## Filmographie

### Cinéma
- 2012 : Mademoiselle Détective : Becky
- 2012 : Should've been Romeo : Nicole

### Télévision

#### Séries télévisées
- 2004 : La Vie comme elle est : Deborah Tynan
- 2009 : Hotel Babylon : Jo
- 2012 : Ma femme, ses enfants et moi (Are We There Yet?) : Megan Jackson
- 2012 : Drop Dead Diva : une fan obsédée par une chanteuse célèbre (saison 4, épisode 13)
- 2016 : Les Experts : Cyber (CSI: Cyber) : une hackeuse

#### Téléfilms
- 2014 : Sharknado 2: The Second One : une hôtesse de l’air

#### Émissions
- 2019 : The Masked Singer : elle-même en tant que candidate
- 2020 : Legendary : elle-même en tant que juge invitée